# Pulcinella (Stravinsky)
Pour les articles homonymes, voir Pulcinella.
Pulcinella est un ballet néo-classique composée par Igor Stravinsky en 1919 sur une commande de Serge de Diaghilev, chorégraphie de Léonide Massine.

## Histoire
Le titre complet est Pulcinella, ballet avec chant en un acte d'après Giambattista Pergolesi, elle est constituée d'emprunts à  des œuvres de Giovanni Battista Pergolesi (Pergolèse), compositeur italien ayant vécu près de deux siècles auparavant, et inaugure le style « néo-classique » de Stravinsky.
En fait, Stravinsky a emprunté aussi bien à Pergolèse qu'à d'autres compositeurs italiens : les douze sonates en trio de Domenico Gallo, les suites pour clavecin de Carlo Ignazio Monza, les « concerti armonici » d'Unico Wilhelm van Wassenaer (alors faussement attribués à Pergolèse) et un recueil d'airs anciens publiés en 1885 par Alessandro Parisotti. Il s'agit d'extrait des œuvres de Pergolèse, de ses Commedie in musica (Comédies en musique), Il Flaminio et Lo frate 'nnamorato, de sa cantate Luce degli occhi miei et de sa Sinfonia per violoncello e continuo. La version initiale a été écrite pour trois voix et un orchestre réduit de 32 instrumentistes.
Une suite en a été tirée en 1922, qui sera réécrite en 1949.
Le ballet a été créé à l'Opéra de Paris le 15 mai 1920 par les Ballets russes, sur une chorégraphie de Léonide Massine, sous la direction musicale d'Ernest Ansermet. Les décors étaient de Pablo Picasso, avec Léonide Massine en Pulcinella, Tamara Karsavina en Pimpinella, Vera Nemtchinova en Rosetta, Lubov Tchernicheva en Prudenza, Stanislas Idzikowski en Caviello, Nicholas Zverev en Florindo, Enrico Cecchetti en II Dottore et  présenté pour la première fois aux États-Unis par la New York Music Guild à Chicago, en 1933, avec une chorégraphie de Laurent Novikoff .
La suite place les parties vocales dans l'orchestre et réduit la partition à onze pièces. Cette dernière reste la version la plus connue de l'œuvre.
En 1925, Stravinsky en tira une suite pour violon et piano sur des thèmes de son ballet. Il la révisa en 1932 sous le nom de "Suite Italienne", pour violoncelle et piano avec l'aide du violoncelliste Gregor Piatigorsky, puis pour violon et piano la même année, en collaboration avec le violoniste Samuel Dushkin.
Les mouvements de cette "Suite Italienne" sont les suivants : 
I. Introduzione
II. Serenata
III. Scherzino-Allegretto-Andantino
IV. Tarantella
V. Toccata
VI. Gavotte con due variazioni
VII. Vivo
VIII. Minuetto - Finale

## Argument
L'argument reprend les aventures amoureuses d'un jeune napolitain séducteur, du nom de Pulcinella (Polichinelle).

## Structure
Les mouvements du ballet complet sont :
1. Ouverture: Allegro moderato
2. Serenata: Larghetto, Mentre l'erbetta pasce l'agnella (ténor)
3. Scherzino: Allegro
4. Poco più vivo
5. Allegro
6. Andantino
7. Allegro
8. Ancora poco meno: Contento forse vivere (soprano)
9. Allegro assai
10. Allegro - Alla breve: Con queste paroline (basse)
11. Andante: Sento dire no' ncè pace (soprano, ténor et basse)
12. Allegro: Chi disse cà la femmena (ténor)
13. Presto: Ncè sta quaccuna pò (soprano et ténor) / Una te fa la nzemprece (ténor)
14. Allegro - Alla breve
15. Tarantella
16. Andantino:  Se tu m'ami (soprano)
17. Allegro
18. Gavotta con due variazioni
19. Vivo
20. Tempo di minuetto: Pupillette, fiammette d'amore (soprano, ténor et basse)
21. Finale: Allegro assai

Les mouvements de la suite sont :
1. Sinfonia
2. Serenata
3. a: Scherzino b: Allegretto c: Andantino
4. Tarantella
5. Toccata
6. Gavotta (con due variazioni)
7. Vivo
8. a: Minuetto b: Finale